# Liverpool Football Club 1993-1994
Nella stagione 1993-1994 il Liverpool Football Club è arrivato ottavo in first division, è stato eliminato al terzo turno di FA Cup e al quarto turno di League Cup.
Il miglior marcatore della stagione è stato Rush con 19 reti in tutte le competizioni.

## Risultati ottenuti
- Premier League: 8º classificato.
- FA Cup: eliminato al terzo turno dal Bristol City.
- Football League Cup: eliminato al quarto turno dal Milton Keynes Dons.

## Rosa
| N. |                        | Ruolo | Calciatore          |
| -- | ---------------------- | ----- | ------------------- |
|    | Zimbabwe (bandiera)    | P     | Bruce Grobbelaar    |
|    | Inghilterra (bandiera) | P     | David James         |
|    | Norvegia (bandiera)    | D     | Stig Inge Bjørnebye |
|    | Inghilterra (bandiera) | D     | David Burrows       |
|    | Inghilterra (bandiera) | D     | Julian Dicks        |
|    | Inghilterra (bandiera) | D     | Steve Harkness      |
|    | Inghilterra (bandiera) | D     | Rob Jones           |
|    | Scozia (bandiera)      | D     | Dominic Matteo      |
|    | Scozia (bandiera)      | D     | Steve Nicol         |
|    | Danimarca (bandiera)   | D     | Torben Piechnik     |
|    | Inghilterra (bandiera) | D     | Neil Ruddock        |
|    | Inghilterra (bandiera) | D     | Mark Wright         |
|    | Inghilterra (bandiera) | C     | John Barnes         |

| N. |                        | Ruolo | Calciatore      |
| -- | ---------------------- | ----- | --------------- |
|    | Inghilterra (bandiera) | C     | Phil Charnock   |
|    | Scozia (bandiera)      | C     | Don Hutchison   |
|    | Inghilterra (bandiera) | C     | Steve McManaman |
|    | Danimarca (bandiera)   | C     | Johnny Mølby    |
|    | Inghilterra (bandiera) | C     | Jamie Redknapp  |
|    | Inghilterra (bandiera) | C     | Michael Thomas  |
|    | Inghilterra (bandiera) | A     | Mark Walters    |
|    | Irlanda (bandiera)     | C     | Ronnie Whelan   |
|    | Inghilterra (bandiera) | A     | Nigel Clough    |
|    | Inghilterra (bandiera) | A     | Robbie Fowler   |
|    | Israele (bandiera)     | A     | Ronny Rosenthal |
|    | Galles (bandiera)      | A     | Ian Rush        |
|    | Inghilterra (bandiera) | A     | Paul Stewart    |